# Stephan Brunner
Brunner  Neibig est un nom espagnol. Le premier nom de famille, en général paternel, est Brunner ; le second, en général maternel, souvent omis, est Neibig.
Stephan Brunner Neibig, né le 28 février 1961, est un économiste et homme politique costaricain. Il est premier vice-président de 2022 à 2025.

## Biographie
Stephan Brunner est titulaire d'une licence en économie culturelle et d'un doctorat en économie de l'université de Kiel, ainsi que d'une maîtrise en économie de l'université de l'Indiana à Bloomington.
Candidat au poste de premier vice-président lors de l'élection du 3 avril 2022, il est élu et entre en fonction le 8 mai suivant auprès du président Rodrigo Chaves, pour un mandat de quatre ans. Il est en outre nommé coordinateur de l'équipe économique du nouveau président,.
Le 30 juillet 2025, il démissionne de ses fonctions, en même temps que quatre ministres et deux présidents d'agence d'État. Il pourrait être candidat lors des élections législatives de 2026.